# The Panic in Needle Park
The Panic in Needle Park is een Amerikaanse film uit 1971 van regisseur Jerry Schatzberg.

## Inhoud
Het verhaal speelt zich af in New York, op en rond Verdi Square. Op Verdi Square vindt men allerlei junkies en dus krijgt het al gauw de bijnaam Needle Park. Helen is een naïef meisje dat net een abortus achter de rug heeft. Ze ontmoet een kruimeldief met de naam Bobby. Hij is verslaafd aan drugs en leidt haar binnen in de wereld van Needle Park.
Bobby en Helen worden verliefd op elkaar en gaan samenwonen. Helen leeft in een wereld vol drugs en wordt al gauw zelf verslaafd aan heroïne. Maar omdat het koppel nauwelijks geld heeft, gaat zij in de prostitutie.
Bobby ontdekt dat Helen haar lichaam verkoopt en wordt woedend.

## Rolverdeling
| Acteur              | Personage    |
| ------------------- | ------------ |
| Al Pacino           | Bobby        |
| Kitty Winn          | Helen Reeves |
| Alan Vint           | Hotch        |
| Richard Bright      | Hank         |
| Kiel Martin         | Chico        |
| Michael McClanathan | Sonny        |
| Warren Finnerty     | Sammy        |
| Marcia Jean Kurtz   | Marcie       |
| Raúl Juliá          | Marco        |
| Angie Ortega        | Irene        |
| Larry Marshall      | Mickey       |
| Paul Mace           | Whitey       |
| Nancy MacKay        | Penny        |
| Gil Rogers          | Robins       |
| Joe Santos          | DiBono       |
| Paul Sorvino        | Samuels      |
| Arnold Williams     | Freddy       |
| Sully Boyar         | Doctor       |
| Rutanya Alda        | verpleegster |

## Filmfestival Cannes
- Best Actrice - Kitty Winn (gewonnen)
- Gouden Palm (Beste film) - Jerry Schatzberg (genomineerd)